# 嵩岳寺塔
34°30′06″N 113°00′57″E / 34.50167°N 113.01583°E
嵩岳寺塔，位于中华人民共和国河南省郑州市登封市嵩陽街道境内的嵩山南麓，是一座密檐式佛塔。该塔建成于北魏正光（520年～525年）年间，是中国境内现存最古老的密檐塔，同时该塔也被认定为中国其他密檐式塔的原型。隋文帝仁寿二年（602年），该塔定名为嵩岳寺塔。该塔平面呈十二角形，在中国境内的密檐式塔中仅此一例。嵩岳寺塔通高39.8米，由下至上分别由台基、塔身、塔檐和塔刹组成。塔身内有塔室，塔室下有地宫。塔檐共有15层，塔刹内有2座天宫。20世纪80年代末的维护工作中，工作人员从天宫和地宫当中发掘出大量文物。1961年，嵩岳寺塔被列为全国重点文物保护单位。2010年，嵩岳寺塔作为“‘天地之中’历史建筑群”的一部分而被列入世界遗产名录。

## 历史
北魏孝明帝正光元年（520年）:154，宣武帝位于嵩山的离馆改造为寺庙，即闲居寺，当年寺内建成一座塔，即今嵩岳寺塔。该塔是中国境内现存可考的建造时间最早的塔。由于并未发现过任何早于该塔的其他密檐式塔，嵩岳寺塔也被认定为中国境内其他密檐式塔的原型:88，而其独特的十二角形的平面形状在密檐式塔中也仅此一例:359。隋文帝仁寿二年（602年），闲居寺被更名为嵩岳寺，该塔遂得名为嵩岳寺塔。唐代之后，嵩岳寺的佛教活动逐渐被转移至少林寺等其他寺庙，嵩岳寺逐渐荒废，至今仅余嵩岳寺塔和寺庙的山门:227-228。

## 结构
嵩岳寺塔位于登封市市区西北部的嵩山南麓，为一座砖石结构的密檐式塔，整座塔除塔刹和塔基部分外，其余均为青砖结构，砖与砖之间均用粘土砌合。由于所用砖和粘土的颜色的缘故，该塔的整体颜色呈灰黄色。该塔总高39.8米，整座塔最下方为石制基台，其上为塔身，塔身之上为塔檐，最顶部为塔刹，塔刹内有两个天宫。塔身和塔檐的内部建有塔室，塔室下有地宫。:154-155:228-229

### 台基
现存台基与塔形状基本相同，呈十二边形，每边宽130至173厘米不等，南端高出地表111厘米，表面铺有杂砖。台基南侧砌有月台，东西长383厘米，南北宽310厘米，高90厘米，以条砖铺砌，正中用青石、青砖砌有步道。台基正北侧正中有一条甬道，通向原有的大殿，高出台基表面101厘米。:154-155:228-229

### 塔身
塔身位于台基正中央，平面呈十二边形，底层直径10.6米，内径5米左右，塔壁厚约2.5米，中间一层腰檐分为上下两个部分。下部塔身高359厘米，边长266至297厘米不等。腰檐通高95.5厘米，叠涩部分为一层砖叠出一层，最外一层叠涩砖由并排砌成的三层砖构成。正东、正西、正南、正北四个方向各开有一扇贯通上下两层塔身的券门，自腰檐起算通高278.5厘米，宽155厘米，顶部为两伏两券式。门洞表面上部砌有凸出塔身3厘米的印度式莲瓣形门楣，门楣下部两端砌有涡脚，门楣上方两侧各镶嵌有一方青石，券门门楣两侧靠近倚柱的位置各有一个卯口。不开门的其余8面各有一座塔形佛龛，通高427.5至436.5厘米不等，面阔204至213厘米不等。上部塔身的每一个转角处都用特制的异形砖砌有一根八边形倚柱，高310厘米，门洞两侧的倚柱露6个面，其余的均露5个面。柱身之上为高86厘米左右的柱头，柱头下部砌有5瓣覆莲；下部为高27厘米的覆盆式柱础。券门和门柱的造型有明显的印度风格影响的痕迹。从塔身第一层的4扇券门可以进入塔室。塔室自下而上共分为9层，高124.5米。其中底平面为十二边形，并于80厘米高处开始逐步向内收分，平面图案也逐渐向八边形转换。顶部有九层内叠涩砖檐，其中第一层砖檐已经完全呈八边形。:154-155:228-229:83

### 密檐
上部塔身之上为密檐部分，第一层由16层叠涩砖和9层反叠涩砖组成，通高152厘米。第一层塔檐和第二层塔檐之间有高约43厘米的矮墙，正南面开有一扇通向塔室的券门，其余11面均有雕刻有假门，每扇假门和券门两侧各雕有一扇假窗。自第二层以上各层塔檐的形制大体相同，整体向上收分，叠涩砖层数也逐层减少，第十四层与第十五层塔檐之间的矮墙仅有20.5厘米高，整体轮廓呈抛物线状，这种独特的轮廓被建筑学家梁思成评价为“秀美异常”。此外，第五、七、九、十一、十三、十五层塔檐下的矮壁正南方向均开有通向塔室的大小各异的真门，其余层各面均为假门；第十三层的正东、正西、正南以及正北四个方向均未雕刻假窗。:359

### 塔刹
密檐部分上方为塔刹，塔刹底部为高30厘米的圆形基座，底部直径251.1厘米，顶部直径261.1厘米。基座上方为8个莲瓣的覆莲，覆莲上方为高39厘米圆形须弥座，底部直径133.1厘米，中部束腰直径124.1厘米，顶部直径145.6厘米。须弥座上方为12个莲瓣的仰莲，高25厘米。仰莲上方为七重相轮，但与七重相轮中间隔着一层直径约161厘米的圆形砌砖。七重相轮通高282.5厘米，中间大两端小，外轮廓为柔和弧线。每重相轮中间均由砖砌出刹柱形状。相轮顶端为宝珠，1986年重修时残高57厘米，中部以上残缺。最大直径76.4厘米，最小直径62.5厘米。宝珠正中有一根长铁杆。基座、覆莲、须弥座和仰莲均为砖砌并用红泥砌合。在塔刹内部有两个天宫，其中第一个相轮位于相轮内，第五层相轮的底层砖即为该天宫的顶盖；另一个天宫位于宝珠内部。

### 地宫
地宫位于嵩岳寺塔的正下方，入口在塔室内。地宫自内而外分为三个部分，分别是甬道、宫门和宫室。甬道位于最外侧，在发掘之前其外被夯土封闭，上方铺有一层6厘米的宏图。甬道的平面为梯形，内口宽120厘米，外口宽140厘米，长220厘米，外口至内口的高度差为156厘米。甬道内口至宫门之间有一堵封门砖墙，用红泥粘合，已残，两端顶住甬道东西两壁。甬道两壁里端和宫门两侧墙体相接处有一段长40厘米的夯土墙，外端为长180厘米、宽90厘米的砖砌墙体，墙面凹凸不平。宫门位于甬道内口，门板已经遗失，可根据现场遗迹推断为双开门。门宽54.5厘米，高68厘米。残存的门楣、立颊、地袱和门砧均为青石材质。门后有鸡栖木的支撑结构。门楣呈圆拱形，正面刻有半圆形的画框，中间刻有重台石榴，底部刻有左右对称的枝蔓石榴，枝蔓左右对称各雕刻有一只凤鸟。门额高12厘米，宽11厘米，正面并排雕刻有3朵大仰莲，中间的一朵仰莲上方雕刻有一对鸳鸯。一对立颊宽11厘米，厚10.5厘米，高68厘米，正面各雕刻有卷枝石榴，侧面各雕刻有一尊高27厘米的比丘立像，像下方有楷书提名，西侧的立颊为“比丘崇泰”，东侧的为“比丘如空”。地袱高11厘米，宽10.5厘米，正面刻有枝蔓石榴。门砧在地袱下，在地袱内的一段没有雕饰，顶面与宫室内的地面齐平，并凿有一处海窝；地袱外部分的顶面和侧面刻有莲花，正面刻有枝蔓石榴。宫室位于宫门内，其位置位于塔中部偏西北，近似方形，边长为204~208厘米，残高130~150厘米。四面墙体向外呈弧线形，顶部根据痕迹判断应为穹窿顶。内抹有一层白灰，白灰上绘有壁画，但由于年代久远而残损严重。在宫墙的四壁转角处绘有柱头，柱头上方绘有一斗三升式的斗拱，在东西北三壁上方绘有三朵补间铺作，均为人字拱。铺作上方绘有素枋，两根柱头之间绘有链接的阑额。建筑彩绘下为人物彩绘，西壁与东壁完全对称，均绘有4幅立像，拱眼壁内绘有1幅坐像，北壁绘有6幅坐像。此外，在北壁的拱眼壁内有一处墨书题记，另一处则位于西壁的人字拱的拱眼中。每面墙下部80厘米高的位置为竖直壁，宫室底部铺有青砖。

## 出土文物

### 地宫
在1986年的地宫发掘中，考古队员发掘出了12件残损程度不同的造像，分别为：
- 1件红砂岩质的释迦造像，高浮雕，莲花瓣形的背光顶部已残，腹部以下缺失，左手残缺，其余部分保存完好。高发髻，嘴角微翘，头后有重环头光，身着交领宽袖大衣，右手放在胸前，似乎为无畏印。背光后面有5行发愿文，并明确记载有“正光四年”年款（正光為北魏孝明帝元诩之年號）。
- 1件汉白玉材质的佛头，高13厘米，蓝彩螺髻，有残缺。眉毛细长，眉间有白毫相，嘴角微翘，口部涂有朱丹，风格偏近于唐代。
- 1件青石质地的佛头，高发髻，额头部有残损，眉毛短平，双目闭合，两耳垂肩，造像风格偏近于唐代。
- 1件石灰岩质的结跏坐佛，仅存佛身和须弥座，右臂残缺，残高45厘米，圆肩袒胸，身着双领下垂袈裟，结跏趺坐于束腰八棱仰莲形须弥座上，左臂扶膝。
- 1件青石材质的交脚弥勒佛，仅剩莲座及上面的一双交脚，残高14厘米。
- 1件红砂岩质的戴冠头像，高32厘米，脸型略长，面部仅剩一半的脸及嘴和下颌，鬓角较长。
- 1件青石质地的比丘头像，高7厘米。
- 1件仅剩鼻部以上的红泥比丘头像，残高9厘米，眼珠装饰有蓝彩。
- 2件青石质地的菩萨造像残件，一件仅余下身，另一件仅余腰间部分，线条均较为生硬。

此外，地宫内还出土有1块莲花方砖，1件重唇板瓦，6件陶脊兽剑把，1件龙纹滴水模，1件龙纹滴水，1件三角形扣瓦，6件瓦当。除此之外，地宫内还发掘出了大量碗、罐等瓷器残片，33块残缺的石刻，一件三彩香炉底足和一枚治平通宝。

### 天宫
在位于宝珠内的天宫内，考古队员发掘出了2个白瓷盘，1件瓷舍利罐，在舍利罐内部装有1件银塔，2件白瓷葫芦，少量舍利子，2件银饰，2件水晶石，1件玻璃瓶。而在位于相轮内部的天宫则发掘出了2根圆木棍，1件瓷舍利罐，在舍利罐当中装有红色、白色和黑色的舍利子，还有1件瓷瓶和1块水晶石。

## 保护

嵩岳寺塔特种邮票

1961年，嵩岳寺塔被列为第一批全国重点文物保护单位。20世纪80年代，国家文物局拨款对嵩岳寺塔进行全面整修。河南省古代建筑保护研究所承担了整修任务，并于1985年和1986年对塔体和塔周围的地下进行了全面检测，并在探测过程中发现了地宫。1988年，该研究所组织人员对地宫进行了清理。1989年，嵩岳寺塔开始整修，并于当年完成。在这次整修当中考古人员在塔刹内部发现了上述的两座天宫。2003年，郑州市人大常委会审议并通过了《郑州市登封观星台、嵩岳寺塔、少林寺塔林保护管理条例》。2010年，嵩岳寺塔作为“‘天地之中’历史建筑群”的一部分而被列入世界遗产名录。2014年，河南省文物局对包括嵩岳寺塔在内的“天地之中”历史建筑群实施安防工程。